# 50 kilomètres marche aux championnats du monde d'athlétisme 1991
Navigation
Rome 1987 Stuttgart 1993
L'épreuve du 50 kilomètres marche des championnats du monde d'athlétisme 1991 s'est déroulée le 31 août 1991 dans les rues de Tokyo, au Japon, avec une arrivée fixée au Stade olympique national. 
Le Soviétique Aleksandr Potashov s'adjuge le titre devant son compatriote Andrey Perlov. En tête de la course à l'entrée du stade olympique, les deux hommes décident de terminer ex æquo sans se livrer à un sprint final. Ils franchissent ainsi ensemble la ligne d'arrivée en se tenant par les épaules. Les juges aidés par la photo-finish décident finalement d'attribuer la médaille d'or à Aleksandr Potashov, devançant finalement Andrey Perlov d'un centième de seconde.

## Résultats
| Rang               | Athlète               | Pays             | Temps           |
| ------------------ | --------------------- | ---------------- | --------------- |
| Médaille d'or      | Aleksandr Potashov    | Union soviétique | 3 h 53 min 09 s |
| Médaille d'argent  | Andrey Perlov         | Union soviétique | 3 h 53 min 09 s |
| Médaille de bronze | Hartwig Gauder        | Allemagne        | 3 h 55 min 14 s |
| 4.                 | Vitaliy Popovich      | Union soviétique | 4 h 00 min 10 s |
| 5.                 | Valentin Kononen      | Finlande         | 4 h 02 min 34 s |
| 6.                 | Giuseppe De Gaetano   | Italie           | 4 h 03 min 43 s |
| 7.                 | Fumio Imamura         | Japon            | 4 h 06 min 07 s |
| 8.                 | René Piller           | France           | 4 h 06 min 30 s |
| 9.                 | Godfried Dejonckheere | Belgique         | 4 h 07 min 44 s |
| 10.                | Les Morton            | Royaume-Uni      | 4 h 09 min 18 s |
| 11.                | Martín Bermudez       | Mexique          | 4 h 11 min 56 s |
| 12.                | Josep Marín           | Espagne          | 4 h 13 min 19 s |
| 13.                | Tadahiro Kosaka       | Japon            | 4 h 13 min 32 s |
| 14.                | Gyula Dudás           | Hongrie          | 4 h 14 min 23 s |
| 15.                | Tim Berrett           | Canada           | 4 h 14 min 35 s |
| 16.                | Pavol Szikora         | Tchécoslovaquie  | 4 h 14 min 59 s |
| 17.                | Jordi Llopart         | Espagne          | 4 h 16 min 36 s |
| 18.                | Hubert Sonnek         | Tchécoslovaquie  | 4 h 26 min 24 s |
| 19.                | Torsten Trampeli      | Allemagne        | 4 h 27 min 23 s |
| 20.                | Jaroslav Makovec      | Tchécoslovaquie  | 4 h 29 min 45 s |
| 21.                | Germán Sánchez        | Mexique          | 4 h 34 min 41 s |
| 22.                | Paul Blagg            | Royaume-Uni      | 4 h 35 min 22 s |
| 23.                | Takehiro Sonohara     | Japon            | 4 h 38 min 09 s |
| 24.                | Chris Maddocks        | Royaume-Uni      | 4 h 39 min 15 s |
| —                  | Simon Baker           | Australie        | DNF             |
| —                  | Sandro Bellucci       | Italie           | DNF             |
| —                  | Martial Fesselier     | France           | DNF             |
| —                  | Robert Korzeniowski   | Pologne          | DNF             |
| —                  | Basilio Labrador      | Espagne          | DNF             |
| —                  | Veijo Savikko         | Finlande         | DNF             |
| —                  | Ronald Weigel         | Allemagne        | DNF             |
| —                  | Bo Gustafsson         | Suède            | DNF             |
| —                  | Giovanni Perricelli   | Italie           | DNF             |
| —                  | Héctor Moreno         | Colombie         | DNF             |
| —                  | Carl Schueler         | États-Unis       | DNF             |
| —                  | Antonio Kohler        | Brésil           | DNF             |
| —                  | Enrique Vera          | Suède            | DQ              |
| —                  | Rodrigo Serrano       | Mexique          | DQ              |

## Légende
Records et Performances
- AR : Record continental (area record)
- CR : Record des championnats (championship record)
- MR : Record du meeting (meet record)
- NR : Record national (national record)
- OR : Record olympique (olympic record)
- PR : Record paralympique (paralympic record)
- PB : Record personnel (personal best)
- SB : Meilleure performance personnelle de la saison (season's best)
- WL : Meilleure performance mondiale de l'année (world leader)
- WJR : Record du monde junior (world junior record)
- WR : Record du monde (world record)

Circonstances et Conditions
- DNF : N'a pas terminé (did not finish)
- DNS : N'a pas pris le départ (did not start)
- DQ : Disqualification (disqualification)
- NM : Aucun essai valable enregistré (No Mark)
- Q : Qualifié « directement » au prochain tour (ou à la prochaine compétition), lors d'une compétition majeure, grâce au classement ou à la réalisation des minima (automatic qualifier)
- q : Qualifié au prochain tour (ou à la prochaine compétition), lors d'une compétition majeure, grâce au repêchage ou à la réalisation de l'une des meilleures performances parmi celles des « non qualifiés directement » (grâce au meilleur temps ou à la meilleure distance par exemple) (secondary qualifier)